# Chiesa di San Valentino (Trenzano)
La chiesa di San Valentino è il principale edificio di culto cattolico di Cossirano, frazione del comune italiano di Trenzano, in provincia e diocesi di Brescia. Sede parrocchiale, fa parte della zona pastorale della Bassa Occidentale dell'Oglio.

## Storia
Una chiesa, dedicata a san Valentino da Terni, è attestata sin dal XIV secolo. Essa era situata vicino all'attuale torre campanaria, e ne portano i segni gli edifici ad essa circostanti, venendo parzialmente incorporata nella canonica e nel municipio. 
La chiesa antica possedeva una sola navata voltata a sesto acuto e nel corso dei secoli XV e XVI fu affrescata. Nel 1654 la chiesa aveva, oltre all'altare maggiore, due altari laterali.
Nella prima metà del XVIII secolo, per volontà del parroco Antonio Rossi, la chiesa fu ricostruita, su un campo donato dalla famiglia Fenaroli. Non è noto l'architetto, che però potrebbe essere di scuola bresciana. Successivamente, la chiesa fu decorata tra il XVIII secolo e il 1843.
Nella seconda metà del XIX secolo la chiesa fu interamente restaurata, mentre sul finire del secolo ulteriori lavori riguardarono gli impianti decorativi e la pavimentazione, che fu sostituita. Nel 1921 venne costruito l'organo, utilizzando materiali preesistenti, ad opera dei bresciani Giovanni Frigerio, Armando Maccarinelli e Imperatore Francesco Fusari. Nel 1930 la chiesa fu riconsacrata.
Secondo quanto stabilito dal Concilio Vaticano II, tra il 1969 e il 1975 le balaustre furono rimosse, riutilizzandole per realizzare l'ambone e la mensa eucaristica rivolta al popolo. Tra il 2012 e il 2013 lavori di restauro interessarono la facciata.

## Descrizione

### Esterno
La chiesa, orientata sull'asse nord-sud, è circondata da un prato che funge da sagrato e che si presenta recintato da un muretto. Essa è costituita da un corpo centrale rettangolare, concluso sul lato settentrionale dal presbiterio, anch'esso rettangolare e chiuso da un fondale absidale piano. Sul lato est del presbiterio si trova la sacrestia.
La facciata è suddivisa in due registri, divisi da una cornice marcapiano mistilinea. Entrambi presentano sei lesene di ordine tuscanico ciascuno, di cui quelle più laterali sono poste su angoli concavi, che raccordano la facciata con le mura perimetrali dell'edificio. Al centro della facciata si trovano due aperture: nel registro inferiore si apre il portale di ingresso, decorato da un cornicione marmoreo sovrastato da un timpano triangolare, mentre nell'ordine superiore si trova un finestrone rettangolare, decorato da un cornicione. La facciata è sormontata da un frontone curvilineo e coronata da quattro pinnacoli mistilinei in corrispondenza delle lesene laterali e da una croce metallica in cima al frontone.

### Interno
L'interno si presenta ad aula unica, conclusa a nord dal presbiterio. L'aula, interamente decorata e affrescata, si presenta coperta da una volta a vela. Lungo la navata si trovano due altari, uno per lato.
Il presbiterio si presenta rialzato rispetto al piano dell'aula e coperto da una volta affrescata. Nella parte settentrionale si trova il fondale absidale piano, su cui si trova la soasa dell'altare maggiore. Nella zona presbiterale trovano posto il coro ligneo, posto alle spalle dell'altare, sotto la soasa, e due cantorie, poste ai lati dell'altare stesso, delle quali quella sinistra contenente l'organo.